# 温嫩登
温嫩登（德語：Winnenden，發音：[ˈvɪnəndn̩] ⓘ）是德国巴登-符腾堡州斯图加特行政区雷姆斯-穆尔县的城市，面积28.05平方千米，2023年12月31日人口为29,436人。

## 友好城市
温嫩登与以下城市结为友好城市：
- 法國 阿尔贝维尔（1969年）
- 西班牙 圣多明各-德拉卡尔萨达（1993年）